# Strumigenys nigrescens
Strumigenys nigrescens (лат.) — вид мелких муравьёв из трибы Attini (ранее в Dacetini, подсемейство Myrmicinae).

## Распространение
Центральная Америка: Гаити, Никарагуа, Ямайки, Куба, Мексика, Панама, Коста-Рика.

## Описание
Длина коричневатого тела около 2 мм (от 1,8 до 2,0 мм), длина головы от 0,46 до 0,52 мм. Усики 6-члениковые. Скапус усика очень короткий, дорзо-вентрально сплющенный. Мандибулы узкие субтреугольные с 5—7 мелкими зубцами. Стебелёк между грудкой и брюшком состоит из двух члеников: петиолюса и постпетиолюса (последний четко отделен от брюшка), жало развито, куколки голые (без кокона). Хищный вид, охотится на мелкие виды почвенных членистоногих.
Вид был впервые описан в 1911 году Уильям Уилер по материалам из Америки под первоначальным названием Strumigenys alberti var. nigrescens Wheeler, W.M. 1911, а его валидный статус был подтверждён в ходе ревизии американским мирмекологом Уильямом Брауном и британским мирмекологом Барри Болтоном.
Вид включён в состав видовой группы Strumigenys alberti вместе с несколькими американскими видами (Strumigenys alberti, S. conspersa, S. furtiva, S. fridericimuelleri, S. parsauga, S. sublucida).